# Троицкий собор (Обоянь)
Собо́р Тро́ицы Живонача́льной (Свя́то-Тро́ицкий собор, Тро́ицкий собор) — православный храм в городе Обояни Курской области, расположенный по адресу улица Ленина (ранее — Курская), д. 19. Памятник архитектуры регионального значения.

## История
Предшествовавшее нынешнему здание соборного храма не сохранилось: оно было построено в 1743 году и простояло примерно полтора столетия. Современный Свято-Троицкий собор начал строиться в 1890 году на средства горожан и купца I гильдии Рябкина. Строительство окончено в 1898 году. Южный престол освящён 3 (15) декабря 1898 года во имя Рождества Пресвятой Богородицы, северный престол — 4 (16) декабря 1898 года во имя святого Николая Чудотворца, а главный — 14 (26) декабря 1898 года во имя Святой Троицы. Все иконостасы храма были золочёные, главный имел 16 больших и 14 малых живописных икон, а два других — по 10 больших и 17—19 малых икон.

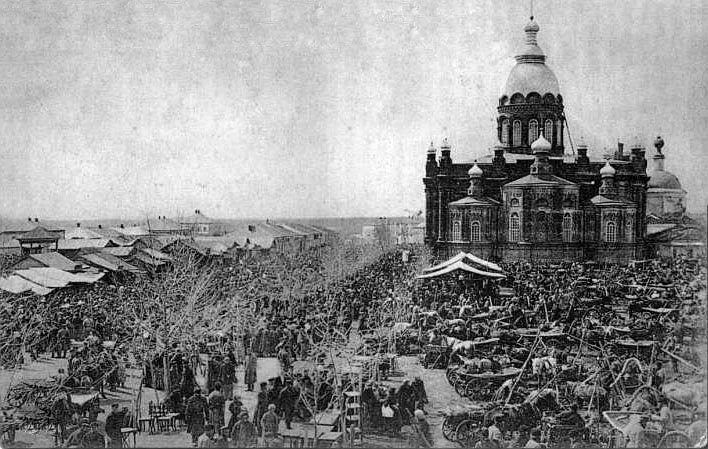
Базарная площадь Обояни. Фотография начала XX века. На заднем плане — собор Троицы Живоначальной.

К приходу Свято-Троицкого храма относилась лишь часть города Обояни: в 1915 году его составляли 342 дома с проживавшими в них 2065 прихожанами. Собору принадлежала 171 десятина полевой земли, 115 десятин сенокосной и 45 десятин леса (часть земель была подарена прихожанами). В 1915 году заботами прихожан здание собора было отремонтировано, в том числе поновлены иконостасы. При храме функционировала церковно-приходская школа. Настоятелем Свято-Троицкого собора с января 1890 года являлся протоиерей В. И. Ковалевский, много времени уделивший строительству храма.
После принятия декрета СНК РСФСР от 23 января (5 февраля) 1918 года Свято-Троицкий храм продолжал функционировать на основании устава и договора с Обоянским уездным исполнительным комитетом. В соответствии с декретом ВЦИК от 23 февраля 1922 года из храма было изъято 99 предметов, имевших общий вес 6 пудов 25,75 фунта, среди которых были кресты, обложки с евангелий, священные сосуды, кадило, лампады, ризы с 61 иконы. Отстоять в неприкосновенности прихожанам удалось только ризы с трёх икон: образа святого Николая Чудотворца и находившихся в храме с момента его основания образов Спасителя и Божией Матери. Вместо этих риз прихожане собрали и сдали серебряный лом весом 22,5 фунта.
К началу Великой Отечественной войны Свято-Троицкий собор уже не функционировал. Богослужения возобновились 19 декабря 1941 года, священником стал приглашённый общиной верующих М. И. Антонов. Договор о бесплатном и бессрочном использовании храма общиной Свято-Троицкого прихода был возобновлён в августе 1944 года. В 1955 году настоятелем церкви стал С. Г. Ханов; при нём богослужения стали проводиться ежедневно, в будни их посещало до 100 человек, а в воскресные дни — до 200. Среди прихожан храма были как жители самого города, так и пригородных Казацкой и Стрелецкой слобод, а также близлежащих селений. Дни больших церковных праздников на службу приходило до 3,5 тысяч человек. В 1950 году Обоянский райисполком обратился к епископу Нестору с предложением передать Троицкий собор под зернохранилище, в городе начался сбор подписей в поддержку закрытия храма. Лишь ценой согласия на передачу церквей в селе Нижнее Солотино и селе Трубеж под зерносклады удалось уберечь от закрытия Свято-Троицкий собор. На протяжении 1960—1980-х годов храм поддерживался в хорошем состоянии, в нём ежегодно проводились текущие ремонты.
16 октября 1991 года произведена регистрация религиозного объединения Свято-Троицкий храм (Московский патриархат), при этом в то же время было отказано в регистрации прихода Русской православной церкви заграницей, который также претендовал на здание Троицкого собора, не имея каких-либо подтверждающих это право документов. В результате возникшей конфликтной ситуации на протяжении двух лет продолжалась борьба за храм между двумя общинами: в течение всего этого времени здание удерживалось сторонниками игумена Иоасафа (Шибаева). Лишь в сентябре 1993 года Свято-Троицкий собор был возвращён Московскому патриархату.

## Архитектура и убранство храма
Монументальное одноэтажное здание из красного кирпича в русско-византийском стиле, с тремя апсидами, увенчано одной высокой центральной главой в южно-русском стиле. По углам четверика расположены маленькие главки. Общее количество глав — 13, все они покрыты железом. Храм имеет 38 окон и закрытую паперть. В соборе три престола: центральный — во имя Святой Троицы, южный — во имя Рождества Пресвятой Богородицы, северный — во имя святого Николая Чудотворца. Общая площадь Троицкого храма составляет 768 м².